# Staré Sedliště
Staré Sedliště là một làng thuộc huyện Tachov, vùng Plzeňský, Cộng hòa Séc.